# Rodolfo Meuli
Rodolfo Meuli (eigentlich Rudolf Meuli; * 11. Juni 1914 in Lugano; † 8. Juni 1940 bei Porrentruy) war ein Schweizer Militärpilot, der während des Zweiten Weltkriegs zusammen mit Emilio Gürtler (* 12. November 1911 in Basel; † 8. Juni 1940 bei Porrentruy) von Zerstörern der deutschen Luftwaffe völkerrechtswidrig abgeschossen wurde. 

## Leben
Rodolfo Meuli, dessen Familie ursprünglich aus dem deutschsprachigen Nufenen im Kanton Graubünden stammte, wurde 1914 in Lugano im Kanton Tessin geboren, wo sein Vater als Sekretär im Telefonamt arbeitete. In seiner Geburtsstadt besuchte Meuli die Volksschule und eine private Kaufmännische Schule und absolvierte danach eine 2-jährige Lehre. 1932 begab er sich nach Zürich, wo er zunächst in einem Radiogeschäft und dann im Radiogrossistenverband tätig war. 1935 wurde er Zollbeamter in Genf. 1937 erwarb er sein Brevet als Pilot der Schweizer Armee und diente fortan als Leutnant in der Fliegerkompanie 10. 1938 verlor er bei einem Höhenflug kurz das Bewusstsein, nachdem die Sauerstoffversorgung ausgesetzt hatte. In der Kompanie war er hochgeachtet und wurde seiner roten Haare und seiner heiseren Stimme wegen «diavolo» (Teufel) genannt.
Kurz vor Ausbruch des Zweiten Weltkriegs wurde die Fliegerkompanie 10 nach Utzenstorf BE verlegt. In der Nacht vom 28. auf den 29. August 1939 musste Meuli die Marschbefehle für einen kurzfristig anberaumten Wiederholungskurs (WK) persönlich austeilen. Zur Zeit seines Todes 1940 war er 25 Jahre alt.

## Tod

### Ausgangslage
Seit dem Ausbruch des Westfeldzugs der deutschen Wehrmacht am 10. Mai 1940 kam es auf Schweizer Gebiet immer wieder zu Luftraumverletzungen, insbesondere durch deutsche Flugzeuge, die so die Maginot-Linie umflogen. Bereits am 10. Mai schoss ein Schweizer Jäger über Bütschwil SG und Altenrhein SG eine deutsche Dornier Do 17 ab, die auf österreichischem Gebiet niederging. Am 16. Mai, 1. Juni und 2. Juni kam es zu weiteren Luftkämpfen zwischen schweizerischen und deutschen Flugzeugen. Um den ihre Neutralität beharrlich verteidigenden Schweizern «eine Lektion» zu erteilen, provozierte die deutsche Luftwaffe am 4. Juni eine erste eigentliche Luftschlacht, infolge derer deutsche Flieger tief in Schweizer Gebiet eindrangen. Auf deutscher Seite wurden dabei mehrere Piloten verletzt, ein Flugzeug stürzte ab und ein weiteres musste bei Le Russey in Frankreich notlanden. Auf Schweizer Seite fiel Rudolf Rickenbacher.

### Luftschlacht am 8. Juni 1940
Am Vormittag des 8. Juni 1940 kam es um 11:30 Uhr nordwestlich von Porrentruy zu einem Luftgefecht zwischen deutschen und französischen Fliegern und es wurde Fliegeralarm ausgelöst. Kurz danach kreiste ein deutsches Geschwader von sechs Zerstörern des Typs Messerschmitt Bf 110 lauernd über der Stadt, das den expliziten Befehl hatte, Vergeltung für die Schmach vier Tage zuvor zu üben («Freie Jagd im Raum über dem Jura. Alle einmotorigen Flugzeuge sind Gegner»).  Zur selben Zeit überwachten Rodolfo Meuli als Pilot und Emilio Gürtler als Beobachter die Grenze zwischen Frankreich und der Schweiz im Jura. Sie flogen in einem veralteten Doppeldecker des Typs K+W C-35 Schweizer Fabrikats und ahnten vermutlich nichts vom bevorstehenden Angriff.
Um 11:45 Uhr löste sich eine Messerschmitt aus der Gruppe und attackierte die C-35 mit heftigem Maschinengewehr- und Kanonenfeuer von hinten. Meuli und Gürtler waren mangels einer Cockpithaube ungeschützt und wurden durch Treffer an Kopf und Genick sogleich getötet. Dennoch löste eine weitere Messerschmitt den Vorgänger ab und setzte dem abstürzenden Schweizer Flieger mit unverminderter Feuerintensität nach, bis er am «Lorettohügel» zwischen Porrentruy und Alle zerschellte.

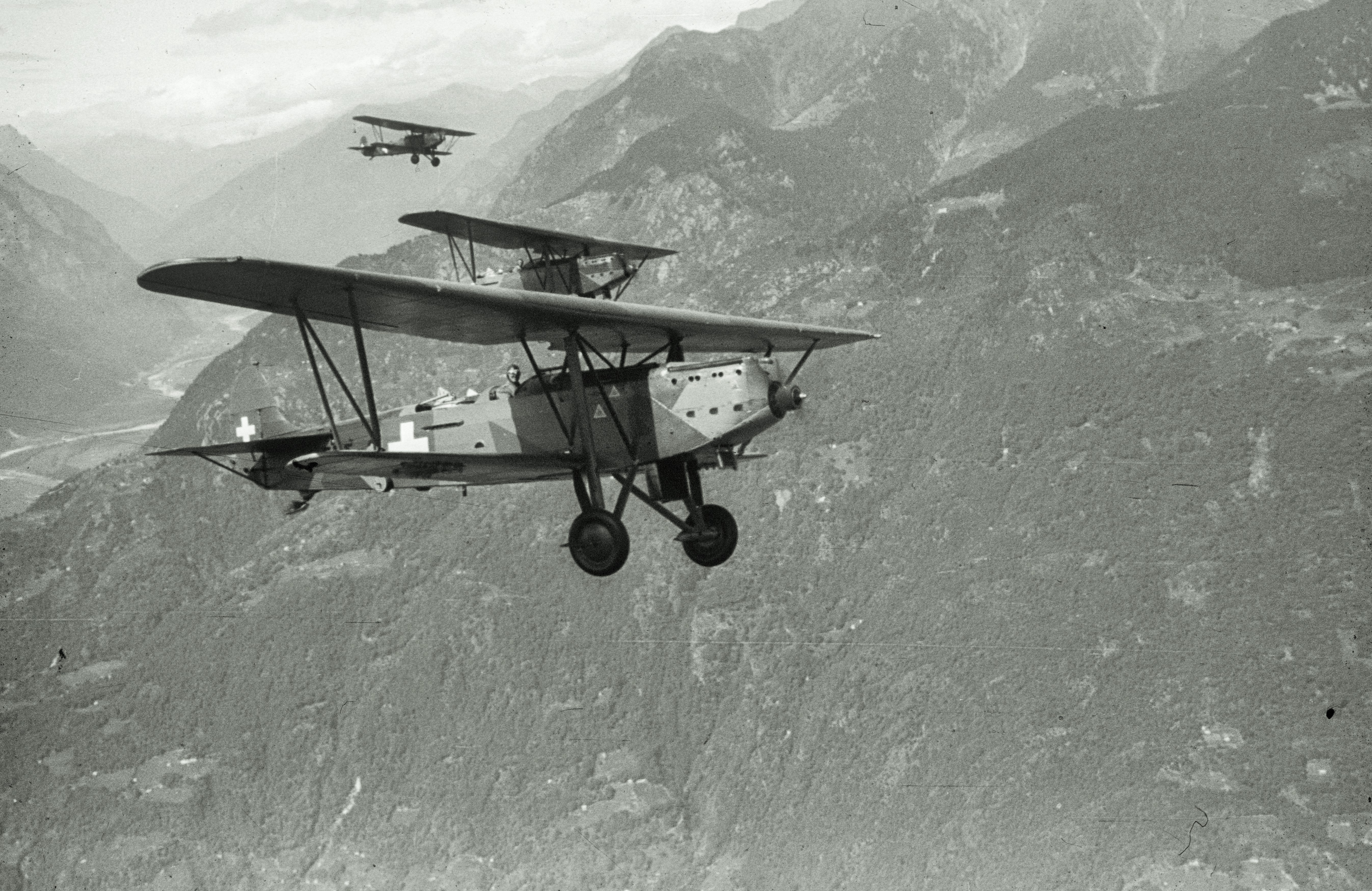
Drei C-35 der Schweizer Armee in den 1940er Jahren
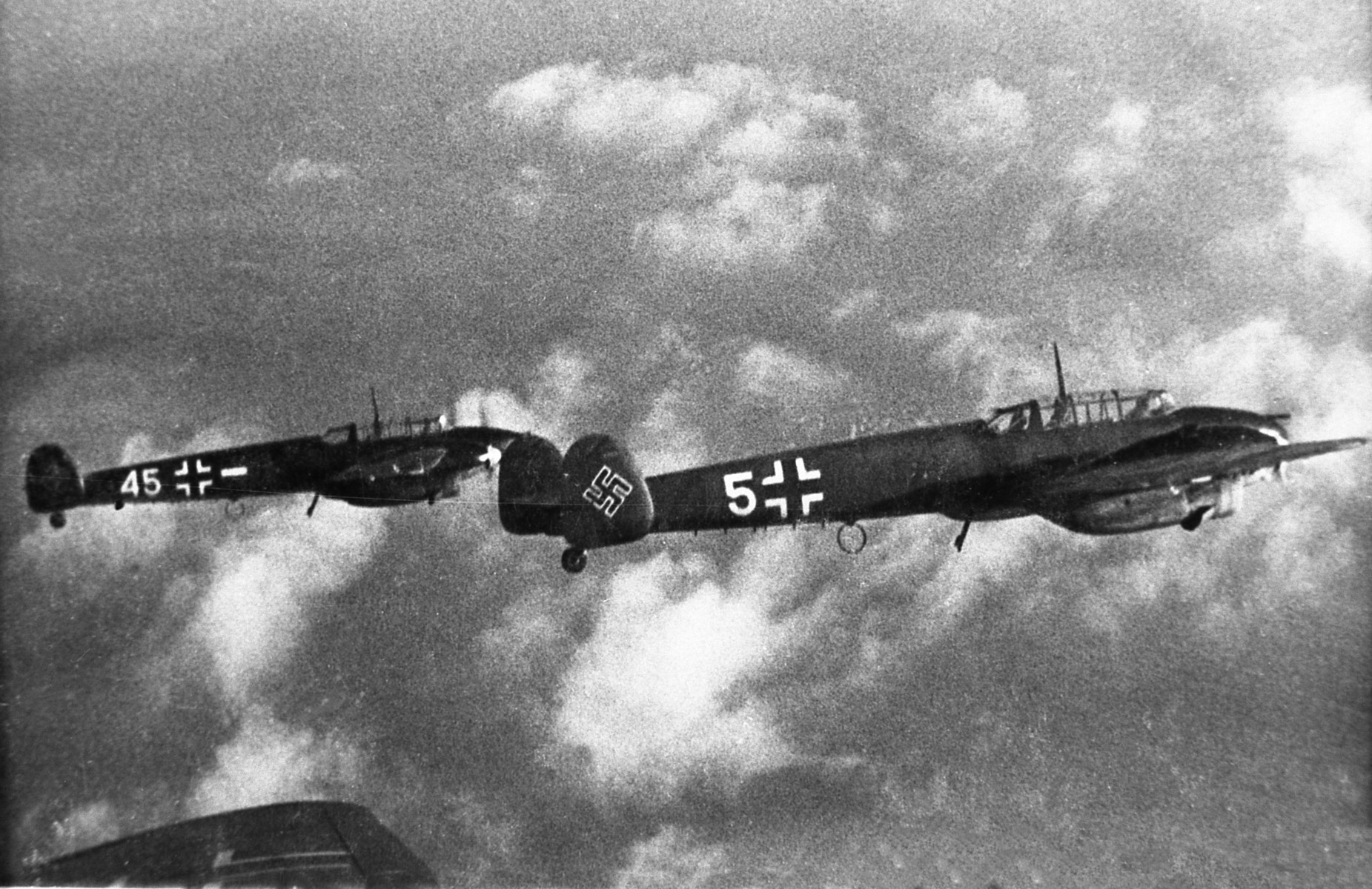
Zwei Messerschmitt Bf 110 der deutschen Luftwaffe 1940 oder 1941

Der Abschuss der C-35 bildete den Auftakt zur heftigsten Luftschlacht im Zweiten Weltkrieg über Schweizer Gebiet, in deren Verlauf es zu 113 Grenzverletzungen zwischen dem Jura und Schaffhausen kam und in die angeblich auch französische Flugzeuge verwickelt waren. Das deutsche Messerschmitt-Geschwader drang nach seinem Angriff in Richtung des Col des Rangiers weiter ins Schweizer Gebiet vor, wo es sich mit einer Staffel von insgesamt 28 Zerstörern vereinte. Bei der Nachricht des feindlichen Beschusses warteten die Kommandanten der in Olten, Thun und Dübendorf stationierten Fliegerkompanien 6, 15 und 21 gar nicht erst einen Befehl ab, sondern liessen sogleich alle flugbereiten Messerschmitt Bf 109 starten, die kurz nach 12:00 Uhr im Raum von Saint-Ursanne JU, Saignelégier JU und Oensingen SO auf den Gegner trafen. Die deutsche Luftwaffe verlor an diesem Tag vier Flugzeuge, und sechs ihrer Soldaten starben. Eine deutsche Bf 110 musste schwer beschädigt in Réchésy auf französischem Gebiet notlanden, wobei die Besatzung ums Leben kam. Schweizer Flieger verfolgten eine zweite bis Triengen LU, wo sie sie abschossen und beide Insassen töteten. Eine dritte geriet bei Laufen BL in den Beschuss des Flugabwehrdetachements 80 und musste in Oberkirch SO notlanden. Die Besatzung wurde interniert. In einer vierten wurde die Besatzung tödlich verwundet. Auf Schweizer Seite erhielt Rudolf Homberger zwei Schüsse von hinten in die Lunge und einen Schuss in den Oberschenkel, vermochte seinen Jäger aber trotz massiven Blutverlusts zu landen. Am 24. Juni wurde vermeldet, dass er ausser Lebensgefahr sei.
In den Luftgefechten im Mai und Juni 1940 hatte die deutsche Luftwaffe elf und die Schweizer Luftwaffe lediglich drei Flugzeuge verloren. Insbesondere der Erfolg der Schweizer Luftabwehr am 8. Juni war wohl auf die Überlegenheit der eingesetzten Bf 109 über die schwerfälligeren Bf 110 und auf die erfahreneren und kompetenteren Piloten zurückzuführen.

### Folgen
Bei der Nachricht der fehlgeschlagenen Aktion tobte der Oberbefehlshaber der deutschen Luftwaffe Hermann Göring, und Adolf Hitler nahm sich der Angelegenheit im weiteren Verlauf persönlich an. Die Deutschen behaupteten wie schon zuvor, ihre Flugzeuge seien ausserhalb der Schweizer Territoriums abgeschossen worden und die Schweiz kollaboriere insgeheim mit den Franzosen, und sprachen unverhohlene Drohungen aus. Um sie zu besänftigen, wurde in der Schweiz noch am 8. Juni beschlossen, künftige Luftduelle spätestens 5 Kilometer vor der Grenze abzubrechen. Am 20. Juni sah sich General Henri Guisan schliesslich gezwungen, Luftkämpfe über der Schweiz «unter Berücksichtigung der gegenwärtigen politischen Verhältnisse» kategorisch zu verbieten. Die Verteidigung der Lufthoheit oblag damit bis am 2. November 1943 allein der Flugabwehr. Am 26. Juni liess der Bundesrat fünfzehn internierte deutsche Soldaten frei. Trotz dieser Zugeständnisse beharrte Göring noch im Juli darauf, dass die Schweiz ihre Messerschmitts Bf 109 an Deutschland auszuliefern habe, andernfalls stelle Deutschland seine Kohlenlieferungen ein.

## Gedenken
In Anbetracht der angespannten diplomatischen Lage liess der Schweizer Armeestab in den Zeitungen nur eine kurze Meldung über die «Fliegerzwischenfälle» und Meulis und Gürtlers Tod drucken. Die Neue Zürcher Zeitung zeigte auf der Titelseite ihrer Abendausgabe vom 10. Juni Fotografien der Verunglückten. Die Bevölkerung der Ajoie geriet nach dem Abschuss (in den Worten des Bundes zehn Jahre später) «in einen heiligen Zorn» und legte an der Absturzstelle zahlreiche Blumen nieder. Die Behörden untersagten jedoch jegliche öffentliche Veranstaltung.

### Trauerfeier
Auch wenn der Bundesrat zur Zurückhaltung mahnte, gerieten die Trauerfeiern für Gürtler in Basel und Meuli in Lugano am 11. Juni 1940 zu spontanen Massenveranstaltungen. Allein an Meulis Begräbnis nahmen tausende Zivilisten und Soldaten teil. Die Trauergemeinde versammelte sich um 14:45 Uhr vor dem Hause seiner Eltern an der Via Lambertenghi 9 und begab sich dann in einem langen Leichenzug zur nahen Herz-Jesu-Kirche. Auch hochrangige Offiziere, die Tessiner Staatsräte Isidoro Antognini, Guglielmo Canevascini und Angiolo Martignoni und Deputationen des Grossen Rats und des Luganeser Gemeinderats waren zugegen. Die Schweizer Militärmusik und die Civica Filarmonica di Lugano untermalten den Anlass musikalisch. In der Kirche sang ein Chor das Libera me und der Feldkaplan Don Giugni hielt eine Trauerrede. Am Grab wurde der Schweizerpsalm gespielt und Hauptmann Gottfried von Meiss sprach ehrende Worte des Gedenkens. Major Kappenberger erinnerte sich 50 Jahre später, Meuli habe einmal gesagt, er wolle keine Blumen von den Deutschen erhalten, wenn er von ihnen getötet werde. Dennoch wurde gemäss einem Bericht der Neuen Zürcher Zeitung (wie schon bei Rickenbachers Begräbnis) «ein von seinen Gegnern im Flugkampf nach schönem Brauche gewidmeter Lorbeerkranz mit Hakenkreuzschleife» am Grab niedergelegt.

### Fliegerdenkmal in Lugano

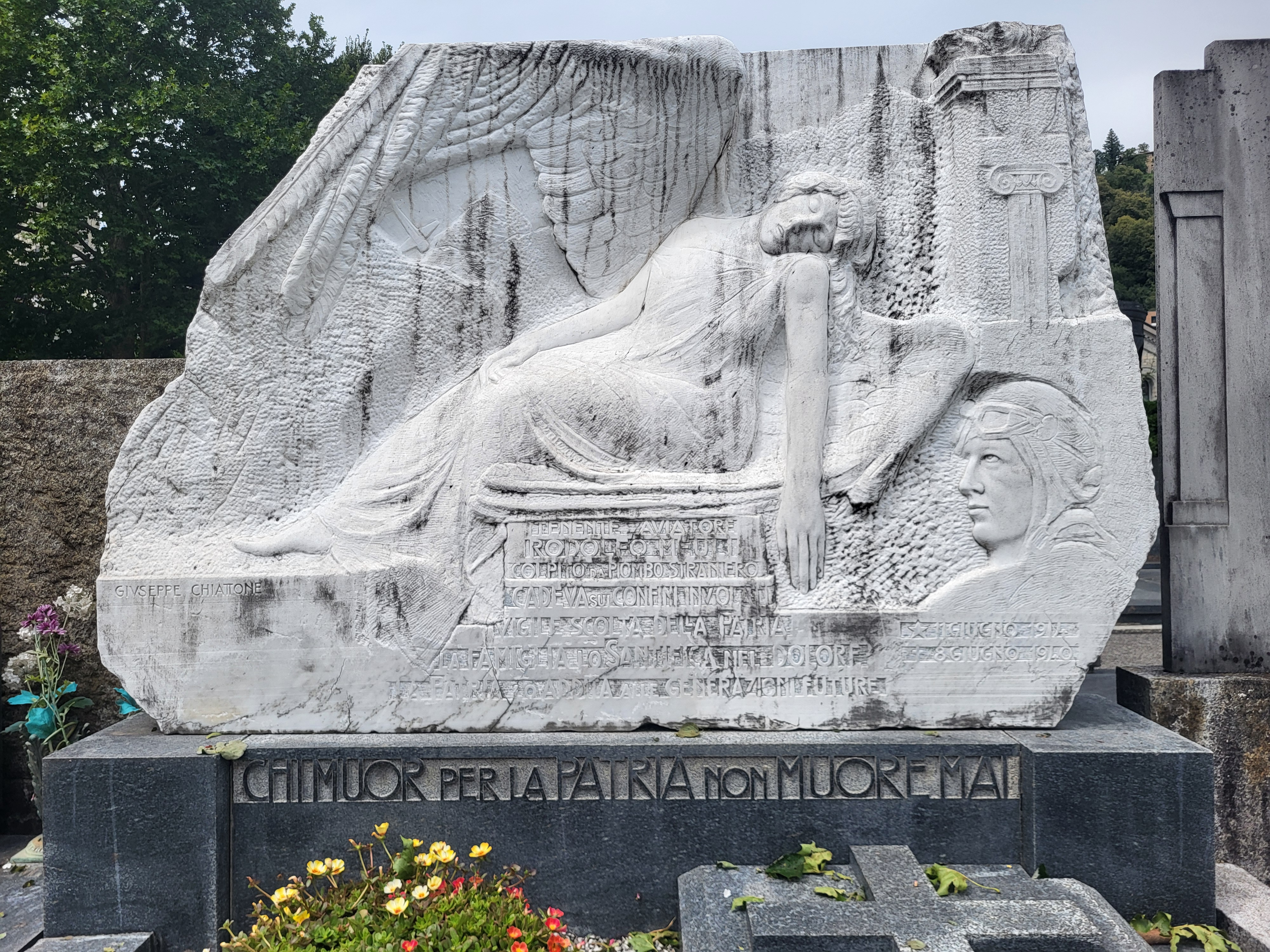
Grabmal für Meuli auf dem Monumentalfriedhof Lugano

Am 8. Juni 1941, dem ersten Jahrestag der Luftschlacht, wurde auf dem Friedhof Lugano ein Grabdenkmal zu Meulis Ehren eingeweiht. Don Giugni hielt eine Gedenkrede. Das von Giuseppe Chiattone geschaffene Relief zeigt einen Engel mit einem gebrochenen Flügel als Symbol für Meulis Fliegertod und trägt die Inschrift:

«TENENTE AVIATORE
RODOLFO MEULI
COLPITO DA PIOMBO STRANIERO
CADEVA SUI CONFINI INVOLATI
VIGILE SCOLTA DELLA PATRIA
LA FAMIGLIA LO SANTIFICA NEL DOLORE
LA PATRIA LO ADDITA ALLE GENERAZIONI FUTURE»

„Fliegerleutnant Rodolfo Meuli, von fremdem Blei getroffen, fiel er an den überflogenen Grenzen als wachsamer Hüter des Vaterlands. Die Familie heiligt ihn in ihrem Schmerz, das Vaterland zeigt ihn den künftigen Generationen (als Vorbild).“

Auf dem Sockel steht: Chi muor per la patria, non muore mai («Wer für das Vaterland stirbt, stirbt nie»).

### Tessiner Soldatendenkmal

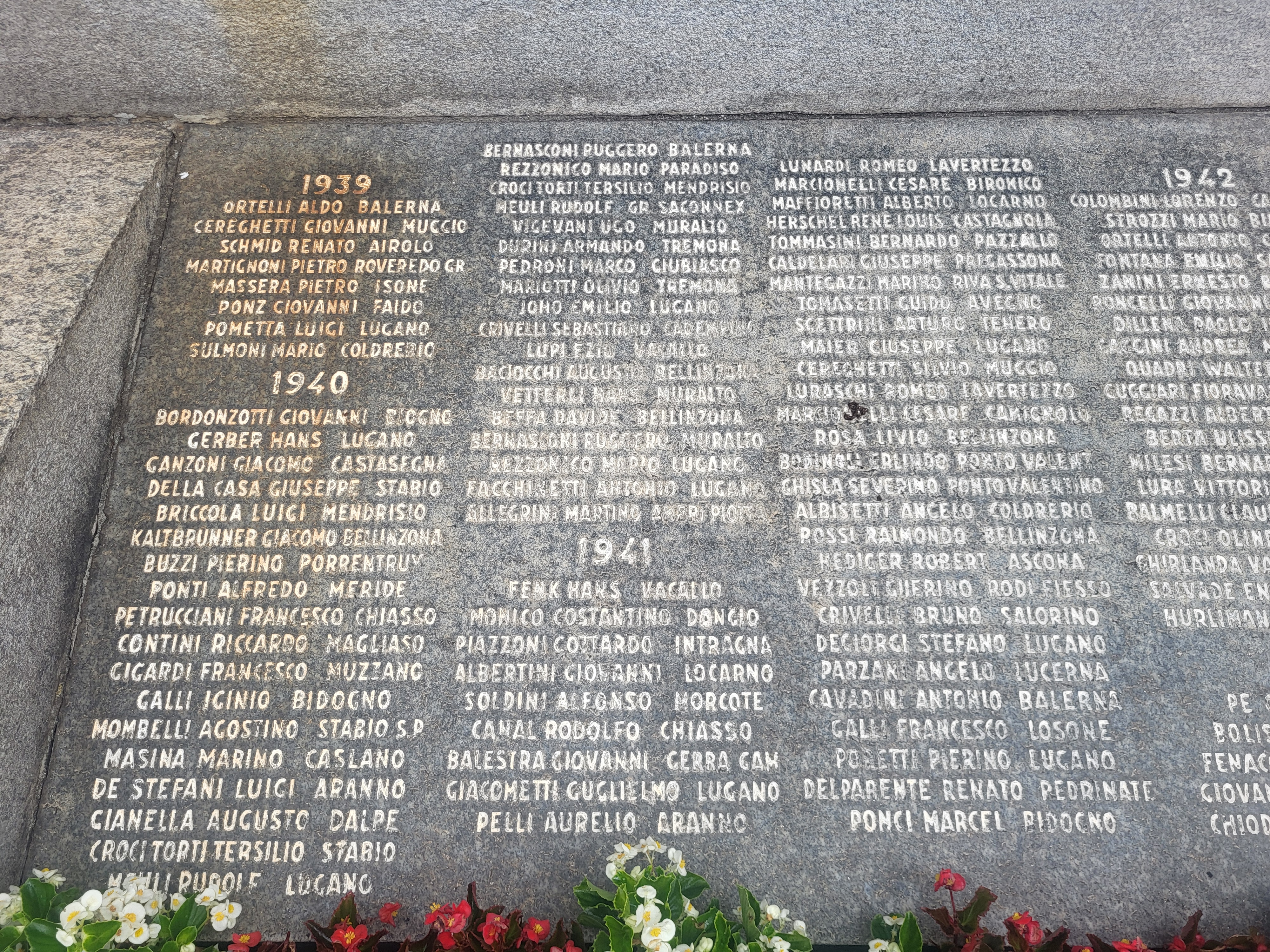
Gedenktafel vor dem Tessiner Soldatendenkmal. Meuli ist in der ersten Spalte zuunterst und in der zweiten Spalte an vierter Stelle vermerkt.

Am 31. Oktober 1948 wurde in Bellinzona das erweiterte Tessiner Soldatendenkmal eingeweiht. Auf der Gedenktafel davor ist Meuli als «MEULI RUDOLF» doppelt unter dem Jahr 1940 aufgelistet, einmal mit seinem Geburtsort Lugano und einmal mit seinem letzten Wohnort Le Grand-Saconnex im Kanton Genf.

### Fliegerdenkmal in Porrentruy

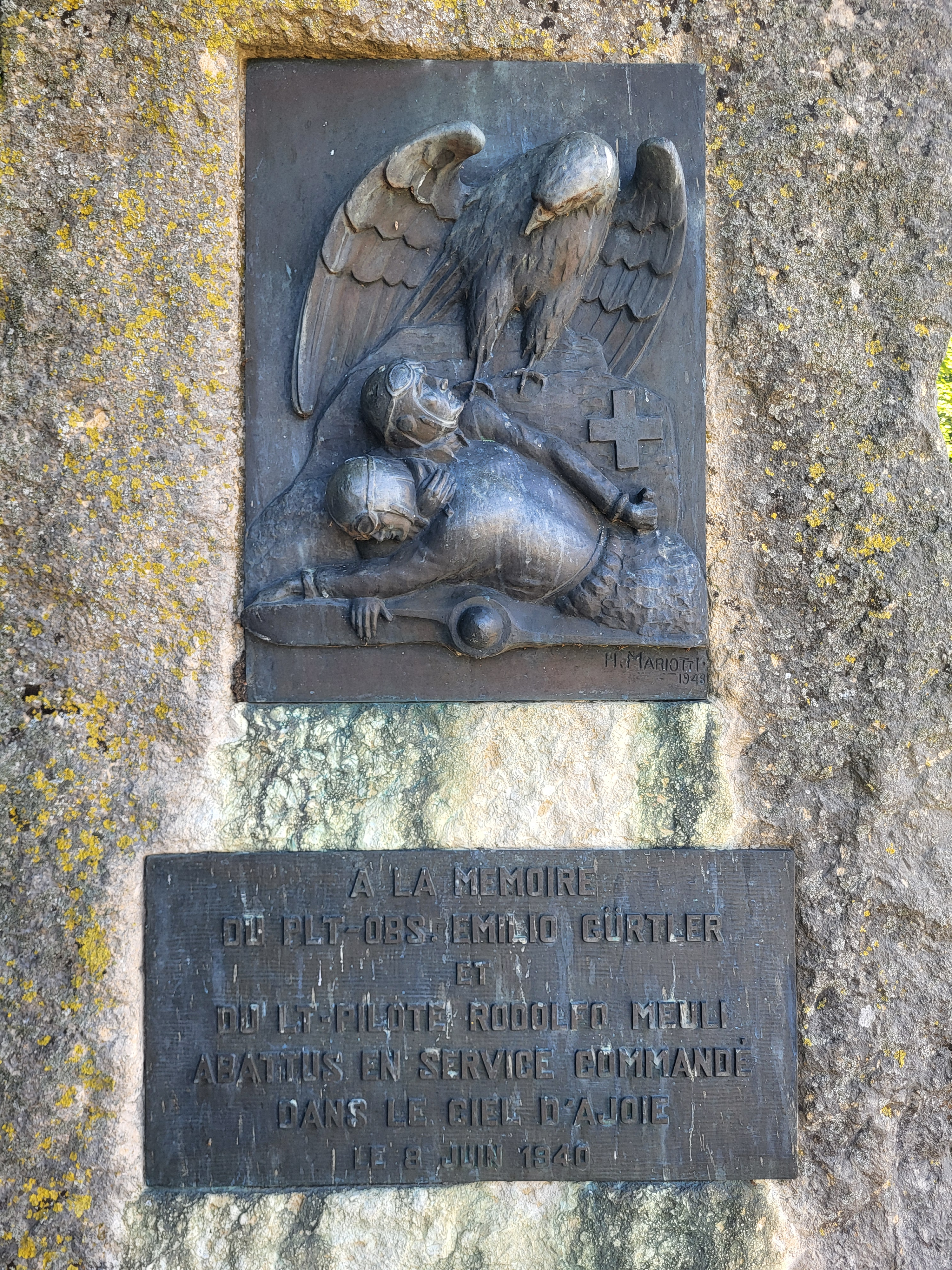
Relief und Inschrift auf dem Fliegerdenkmal in Porrentruy, 1950

Bereits am Folgetag des Abschusses konstituierte sich in Porrentruy ein Komitee zur Errichtung eines Denkmals für die beiden gefallenen Soldaten, was General Guisan aber verbot. Das Projekt konnte somit erst in der Nachkriegszeit, unter dem Vorsitz der Société des officiers d’Ajoie (Offiziersgesellschaft der Ajoie), realisiert werden. Die Einweihung fand am 10. Jahrestag der Schlacht, dem 8. Juni 1950, statt. Ein Festzug, in dem sich auch der Kommandant der Schweizer Luftwaffe Fritz Rihner befand, begab sich vom Bahnhof Porrentruy zum Monument, wo der Feldkaplan Jobin, der Präsident der Offiziersgesellschaft Major Devenoges, Präfekt Henry von der Berner Regierung, Oberst Farron von der kantonalen Militärdirektion und der Journalist Alfred Ribeaud Reden hielten. Die Schweizer Filmwochenschau widmete dem Anlass am 16. Juni einen kurzen Beitrag.
Das Denkmal steht an der Absturzstelle neben der Route d’Alle und besteht aus einem jurassischen Kalksteinblock, in den ein von Henri Mariotti gestaltetes Bronzerelief eingelassen ist. Darunter steht auf einer weiteren Bronzetafel die Inschrift:

«A LA MEMOIRE
DU PLT-OBS. EMILIO GÜRTLER
ET
DU LT-PILOTE RODOLFO MEULI
ABATTUS EN SERVICE COMMANDÉ
DANS LE CIEL D'AJOIE
LE 8 JUIN 1940»

„Dem Gedenken an den Beobachter-Piloten Emilio Gürtler und den Piloten Leutnant Rodolfo Meuli, die im Aktivdienst im Himmel der Ajoie am 8. Juni 1940 abgeschossen wurden.“